# Hypercompe mexicana
Hypercompe mexicana är en fjärilsart som beskrevs av Charles Oberthür 1881. Hypercompe mexicana ingår i släktet Hypercompe och familjen björnspinnare. Inga underarter finns listade i Catalogue of Life.